# Blissidae
Famille
Synonymes
- Blissinae Stål, 1862[2]
- Slaterellinae Drake & Davis, 1959

Les Blissidae sont une famille d'insectes hétéroptères (punaises), de la super-famille des Lygaeoidea (Pentatomomorpha).

## Description
Les Blissidae ressemblent à des Lygaeidae, mais ils s'en distinguent par les stigmates abdominaux du 7e segment sur la face ventrale, le tiers antérieur du pronotum non marqué d'un sillon transversal, et le scutellum non marqué par une carène en forme de croix. La plupart des espèces sont de teintes cryptiques, jaunes-brunâtres à noir, plus ou moins contrasté. Au sein d’une même espèce la coloration peut varier selon le mélanisme général. Comme les Lygaeidae, ils ont les ocelles non cerclées d'un sillon, et les stigmates abdominaux des segments 2 à 6 sur la face dorsale. Les tergites (segments dorsaux) abdominaux ont des sutures droites, non incurvées, et la membrane de l'hémélytre a 5 nervures (comme chez tous les Lygaeoidea). Ils ont des hémélytres peu ou pas ponctuées. Le corps, de forme variable, peut être allongé et mince, ou court et trapu. Il est souvent recouvert d'une couche pruineuse formée de minuscules aiguillons. Leur taille est très petite à moyenne, entre 2,5 mm et 15 mm de long. Plusieurs espèces montrent un polymorphisme alaire, avec des formes microptères et macroptères,. En France, les espèces mesurent au maximum 6 mm.

## Répartition et habitat
Cette famille est cosmopolite, avec sa plus grande biodiversité sous les tropiques, et des centres d'endémisme en Afrique du Sud, à Madagascar, dans la région indomalaise, et dans les zones tropicales de l'Amérique centrale et de l'Amérique du Sud. 
La répartition des espèces dépend de celle de leurs plantes-hôtes. En France, les espèces sont hygrophiles, appréciant les milieux humides. 

## Biologie

### Cycle de vie
Les œufs sont allongés et collés sur la face interne des feuilles desséchées, enroulées ou insérées dans une jeune tige ou feuille. Selon la température ambiante, le développement embryonnaire dure entre 5 à 30 jours, pour une moyenne de 10-12 jours. Il y a 5 stades juvéniles. La durée du développement larvaire est essentiellement influencée par la température, la qualité et la quantité de l’alimentation. En France, il est de 20 à 45 jours pour les juvéniles qui n’hibernent pas. L’accouplement se fait souvent par opposition linéaire, dos à dos, le pygophore du mâle tournée à 180° (la face dorsale vers le bas).
En France, les espèces sont souvent univoltines mais parfois bivoltines, s’adaptant aux variations de températures. L’hibernation a souvent lieu au stade adulte, cachée dans la litière ou les tiges des plantes-hôtes. Les mortalités hivernales sont importantes. Ils reprennent leur activité au printemps, après la fonte des neiges. S’il n’y a qu’une seule génération, les adultes sont visibles de mai à septembre, avec un pic d’abondance entre juin et août. En cas de deux générations, celles-ci se recouvrent partiellement.

### Alimentation
Ces punaises sont phytophages sur les Monocotylédones, surtout sur des Poaceae, mais également des Cyperaceae, des Restionaceae et des Zingiberaceae. Ils se distinguent des autres Lygaeoidea par un régime uniquement à base de sève, et non de graines. Ils vivent souvent dans les gaines des feuilles de ces plantes (laminaphiles), ce qui les rend difficiles à voir. Spalacocoris sulcifer creuse des tunnels dans les tiges de Zingiberaceae, une pratique toutefois inhabituelle,.
Elles se rencontrent souvent en colonies.

### Impact sur les cultures
L'espèce Blissus leucopterus a occasionné des ravages considérables aux cultures de maïs et d'autres céréales aux États-Unis dès les années 1750. Il s'agit d'une espèce native, qui semble être passé d'un mode aptère à la capacité de voler et de migrer vers les champs chaque année. Dans les années 1930, la lutte contre ce chinch bug a pris une importance considérable. Aujourd'hui, les dégâts apparaissent plutôt en période de sécheresse. Toutefois, une sous-espèce de l'Est, Blissus leucopterus hirtus et une espèce voisine, Blissus insularis s'en prennent aujourd'hui aux pelouses engazonnées, où ils peuvent occasionner des zones où le gazon meurt, avec de fortes densités d'insectes,,. 

En Afrique du Sud, Macchiademus diplopterus s'en prend aux cultures de blé et d'avoine, auxquelles il semble s'être adapté à partir de plantes indigènes. Cavelerius saccharivorus, C. excavatus et C. sweeti s'en prennent aux cultures de canne à sucre.

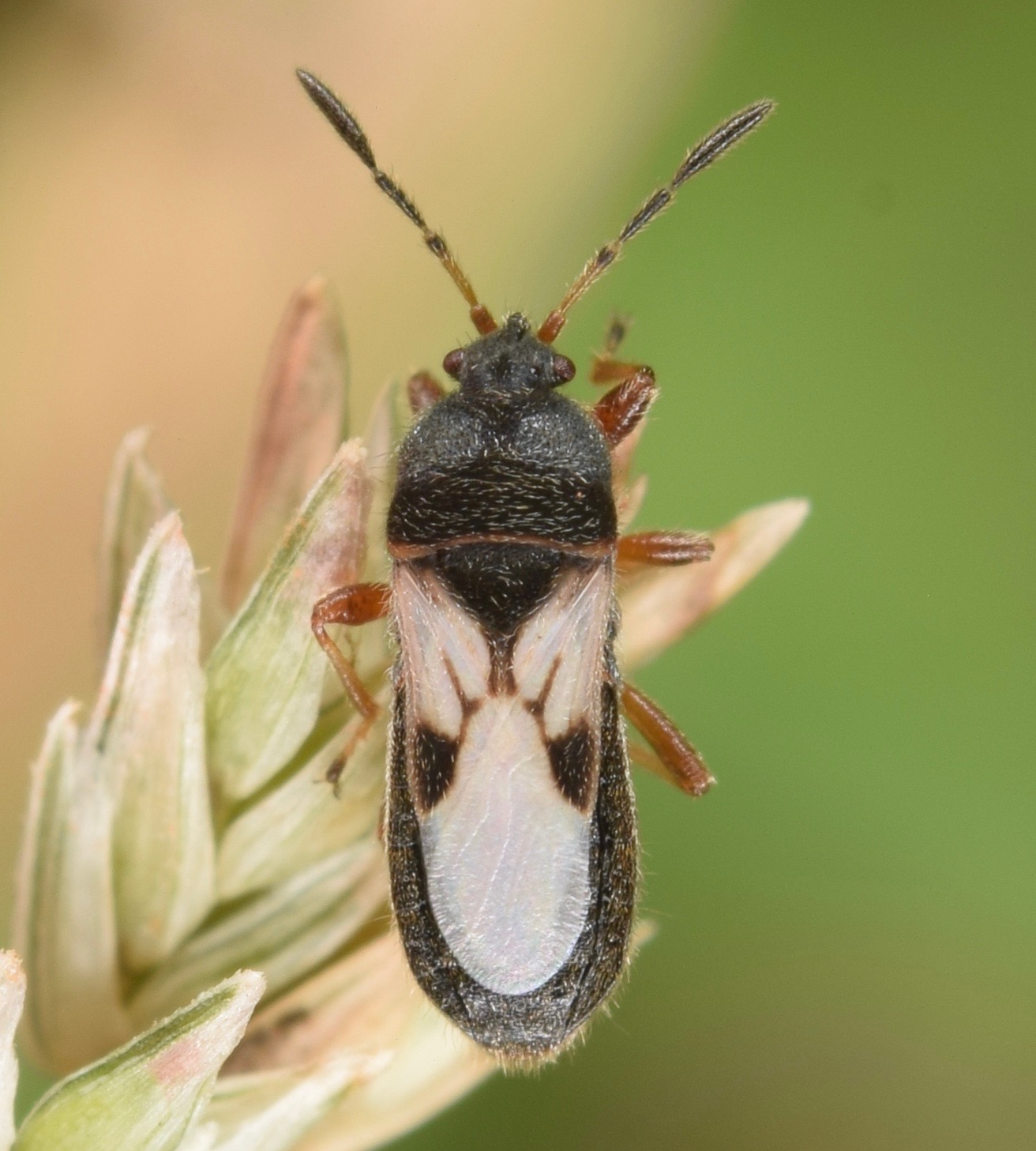
Blissus leucopterus, Georgie (États-Unis).
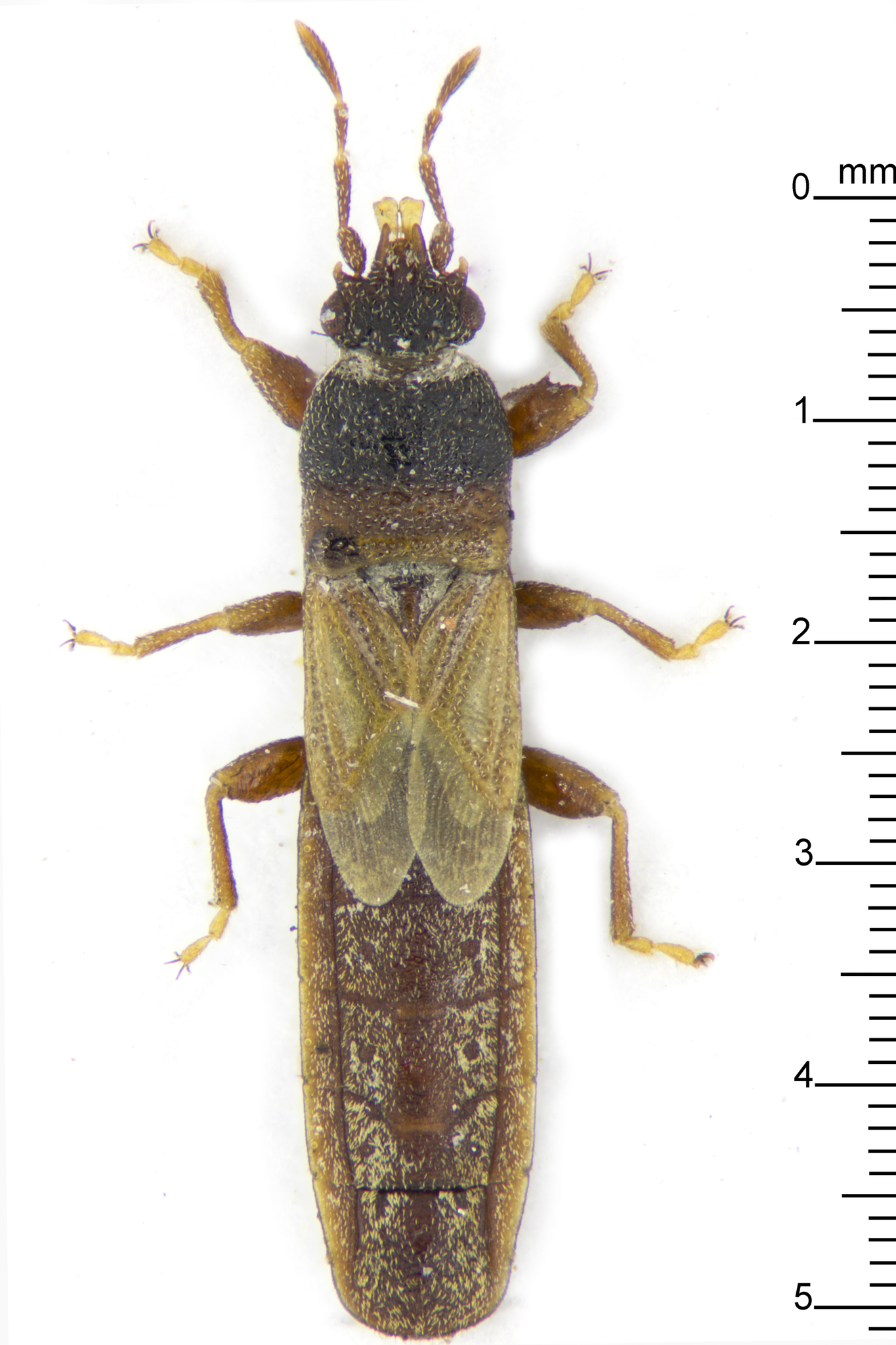
Iphicrates malayensis, Brunei.
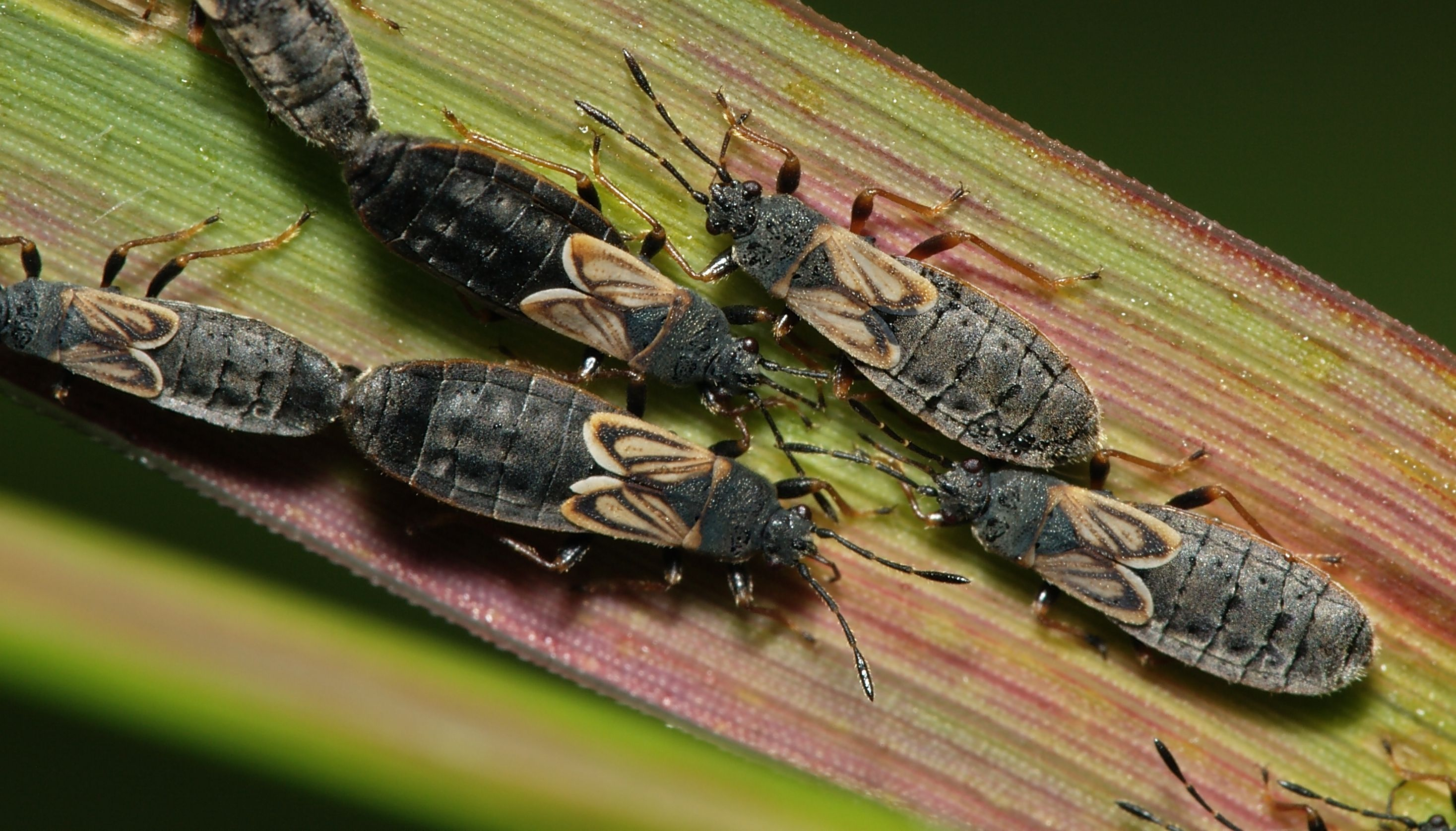
Ischnodemus sabuleti, groupe, Cologne (Allemagne).
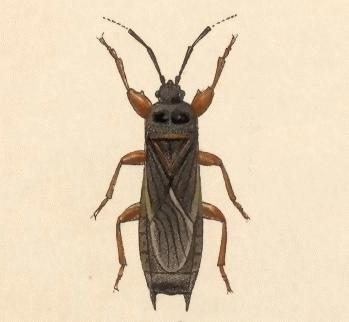
Toonglasa forficuloides, dessin vers 1880.

## Systématique
Le taxon a été créé par Carl Stål en 1862 au niveau familial, mais est resté longtemps intégré comme sous-famille des Lygaeidae. J. A. Slater a publié en 1979 une importante monographie du groupe (en tant que sous-famille), sans introduire de divisions supragénériques. Ce chercheur a décrit plus de la moitié des genres connus, une trentaine sur les plus de cinquante que compte la famille. Le genre Slaterellus, sur lequel une sous-famille distincte avait été formée par Drake et Davis, les Slaterellinae, a été synonymisé avec les Blissidae. Thomas J. Henry, dans son approche de la phylogénie des Lygaeoidea, élève les Blissidae au rang de famille en 1997,. 
Un catalogue en ligne, avec répartitions, est disponible sur le site Lygaoidea Species File. La famille comprend aujourd'hui 51 genres et près de 440 espèces. En France, il n'y a que 2 genres et 5 espèces.
Il semble que les genres très riches en espèces (Blissus Burmeister, Dimorphopterus Stål, Ischnodemus Fieber, Macropes Motschulsky et Patritius Distant), puissent être paraphylétiques et nécessiter une révision.

### Fossiles
Deux fossiles de Blissidae ont été découverts, dont l'un dans un genre éteint, datant de l'Éocène (Yprésien, −56 à −48 millions d'années) et trouvé dans de l'ambre de l'Oise (France), et un autre en Allemagne, datant du Chattien (−28 à −23 millions d'années), dans le genre actuel Ischnodemus.

### Liste des sous-familles, tribus, et genres
Selon Lygaeoidea Species File, consulté le 27 octobre 2022 :
- genre Aradacrates Slater & Wilcox, 1969
- genre Aradademus Slater, 1967
- genre Archaeodemus Slater, 1986
- genre Atrademus Slater, 1967
- genre Aulacoblissus Slater, 1986
- genre Australodemus Slater & Sweet, 1963
- genre Barademus Slater, 1967
- genre Barrerablissus Brailovsky, 2015
- genre Blissiella Slater, 1967
- genre Blissus Burmeister, 1835
- genre Bochrus Stål, 1861
- genre Capodemus Slater & Sweet, 1972
- genre Cavelerius Distant, 1903
- genre Caveloblissus Slater & Wilcox, 1968
- genre Chelochirus Spinola, 1839
- genre Cundinablissus Brailovsky, 2022
- genre Dentisblissus Slater, 1961
- genre Dimorphopterus Stål, 1872
- genre Extarademus Slater & Wilcox, 1966
- genre Extaramorphus Slater, Ashlock & Wilcox, 1969
- genre Gelastoblissus Slater & Wilcox, 1969
- genre Hasanobochrus Ghauri, 1982
- genre Heinsius Distant, 1901
- genre Heteroblissus Barber, 1954
- genre Howdenoblissus Stys, 1991
- genre Iphicrates Distant, 1903
- genre Ischnocoridea Horvath, 1893
- genre Ischnodemus Fieber, 1837
- genre Lemuriblissus Slater, 1967
- genre Lucerocoris Slater, 1968
- genre Macchiademus Slater & Wilcox, 1973
- genre Macropes Motschulsky, 1859
- genre Merinademus Slater, 1967
- genre Micaredemus Slater, 1967
- genre Napoblissus Brailovsky & Barrera, 2012
- genre Patritiodemus Slater & Ahmad, 1971
- genre Patritius Distant, 1865
- genre Pirkimerus Distant, 1903
- genre Praeblissus Barber, 1949
- genre Praetorblissus Slater, 1966
- genre Procellademus Slater & Wilcox, 1966
- genre Propinquidemus Slater, 1986
- genre Pseudoblissus Slater, 1979
- genre Ramadademus Slater, 1967
- genre Reticulatodemus Slater & Wilcox, 1966
- genre Riggiella Kormilev, 1949
- genre Scansidemus Slater & Wilcox, 1969
- genre Scintillademus Slater, 1968
- genre Slaterellus Drake & Davis, 1959
- genre Spalacocoris Stål, 1874
- genre Talpoblissus Slater & Wilcox, 1973
- genre Toonglasa Distant, 1893
- genre Tympanoblissus Dellapé & Minghetti, 2020
- genre Wheelerodemus Henry & Sweet, 2015
- genre Xenoblissus Barber, 1954

Genre fossile:
- genre †Eoblissus Garrouste et al. 2019